# Guglielmo di Newburgh
Guglielmo di Newburgh o Newbury, noto anche con lo pseudonimo di William Parvus (in latino: Guilelmus Neubrigensis, Wilhelmus Neubrigensis o Willelmus de Novoburgo; ca. 1136 – ca. 1198), è stato uno storico e religioso inglese del XII secolo.
Fu prete agostiniano di discendenza anglosassone proveniente da Bridlington, nello Yorkshire. La sua opera principale è la Historia rerum Anglicarum o Historia de rebus anglicis ("Storia delle cose inglesi"), una storia dell'Inghilterra dal 1066 al 1198, scritta in latino. Tale lavoro è apprezzato dagli storici per i dettagli sul periodo dell'anarchia sotto Stefano d'Inghilterra. L'opera è scritta in modo accattivante ed è leggibile ancora oggi. Contiene molte storie affascinanti e scorci sulla vita del XII secolo. È una fonte importante per storie medievali sui redivivi medievali, quelle anime che tornano dalla morte, incluse le prime storie sui vampiri, ed è l'unica fonte sul vescovo-pirata Wimund.
Lo storico ottocentesco Edward Augustus Freeman espresse l'opinione, ormai superata, secondo cui Guglielmo fu "il padre della critica storica". In effetti, fu molto critico nei confronti di Re Giovanni, che descrisse come "nemico della natura", e in generale sui re inglesi è "leale ma critico e freddo".
Newburgh considerava il proprio lavoro basato su fonti attendibili, a differenza della Historia Regum Britanniae di Goffredo di Monmouth, sul cui conto Newburgh era critico, affermando che aveva scritto una storia che era in conflitto Beda il Venerabile.
Ha anche composto una lunga esposizione sul Cantico dei Cantici e tre sermoni.